# Nowoje Mozino (przystanek kolejowy)
Nowoje Mozino (ros. Новое Мозино) – przystanek kolejowy w miejscowości Nowoje Mozino, w rejonie gatczyńskim, w obwodzie leningradzkim, w Rosji. Położony jest na linii dawnej Kolei Warszawsko-Petersburskiej.